# Dinopsyllus foedus
Dinopsyllus foedus är en loppart som beskrevs av Smit 1968. Dinopsyllus foedus ingår i släktet Dinopsyllus och familjen mullvadsloppor. Inga underarter finns listade i Catalogue of Life.